# Bernardo Amorim
Bernardo Cesar Carlos Belarmino de Amorim (Mossoró, 24 de agosto de 1967) é um médico e político brasileiro.

## Biografias
Nasceu em Mossoró, interior do Rio Grande do Norte. Em 1992, formou-se em Medicina pela Universidade Federal do Rio Grande do Norte (UFRN). Após a graduação especializou-se em gastroenterologia pela Faculdade IPEMED de Ciências Médicas na Bahia.
É filho de um tradicional político de Almino Afonso. Em 2000, foi eleito prefeito em Almino Afonso pelo PSD, com 1.702 votos. Em 2004, foi reeleito para o cargo pelo PL com 2.601 votos. Em outubro de 2018, foi eleito deputado estadual do Rio Grande do Norte pelo Avante, com 42.049 votos.

### Desempenho eleitoral
| Ano  | Cargo                                    | Partido | Votos  | Resultado | Ref.  |
| ---- | ---------------------------------------- | ------- | ------ | --------- | ----- |
| 2000 | Prefeito de Almino Afonso                | 1.702   | PSD    | Eleito    | [ 4 ] |
| 2004 | Prefeito de Almino Afonso                | 2.601   | PL     | Eleito    | [ 5 ] |
| 2018 | Deputado estadual do Rio Grande do Norte | 42.049  | Avante | Eleito    | [ 6 ] |